# チョクトー郡 (アラバマ州)
チョクトー郡（英: Choctaw County）は、アメリカ合衆国アラバマ州の西部に位置する郡である。2010年国勢調査での人口は13,859人であり、2000年の15,922人から13.0%減少した。郡庁所在地はバトラー町（人口1,894人）であり、同郡で人口最大の町でもある。1847年12月29日に設立され、郡名はチョクトー族インディアンから採られた。

## 歴史
チョクトー郡の初期開拓者の大半はノースカロライナ州とサウスカロライナ州から移ってきた農夫だった。1912年、郡内を南北に通るアラバマ・テネシー・アンド・ノーザン鉄道が開通し、この地域を南のモービル港や州北部と繋いだ。このことでトンビッグビー川に近い地域から郡中央部に人口が移動することになった。
郡人口は1920年代が頂点であり、E・E・ジャクソン製材会社やチョクトー製材会社など製材ブームで人を雇ったことも貢献した。世界恐慌の時代に製材業は崩壊した。1944年州内初の商業油井がギルバータウンで掘られ、原油と天然ガス生産が郡の最重要産業になった。この産業も1970年代には利益が出なくなって衰退した。
アフリカ系アメリカ人の家族、モービルのソーントン家が雑誌「ライフ」の1956年9月24日号に登場した。この記事には、チョクトー郡シャディグローブにいるソーントンの娘アリー・リー・コージーのインタビューが載っていた。教師であるコージーはその家族の生活についてあからさまに語り、「人種統合が黒人に公平さをもたらす唯一の方法です。私たちは別々の人としてそれを受け取れない。私たちの仕事に公平さと平等な給与が得られるならば、良い家を持ち、良い教育を受けることができるでしょう」と語っていた。この雑誌がチョクトー郡に届くと、コージー家は白人住民の残酷な経済報復の対象となり、そのコメントを取り消させようとした。借金は回収され、地元の店は食料やガソリンを売ろうとせず、ウィリー・コージーは木樵の仕事を打ち切られ、アリー・コージーは教師を辞めさせられた。1956年11月、コージー家はシャディグローブを離れ、アラバマ州からも永遠に去った。
郡内のサイラス、トクシー、バトラーに1950年代から1960年代にアパレル工場が次々と開業したが、これらは21世紀までにほとんど閉鎖された。1950年代にはナヘオラに製紙工場も建設されており、現在はジョージア・パシフィック社の所有経営になっている。1979年9月、ハリケーン・フレデリックの被害で被災地域を宣言した。1980年代は鉄道の幹線が廃業となり、線路が撤去された。

### 歴史登録財
郡内にはアメリカ合衆国国家歴史登録財に指定されているマウントスターリング・メソジスト教会がある。さらに5つの場所がアラバマ州登録ランドマーク・歴史遺産に挙げられている。

## 地理
アメリカ合衆国国勢調査局に拠れば、郡域全面積は920.85平方マイル (2,385.0 km2)であり、このうち陸地913.51平方マイル (2,366.0 km2)、水域は7.34平方マイル (19.0 km2)で水域率は0.80%である。

### 主要高規格道路
- アメリカ国道84号線
- アラバマ州道10号線
- アラバマ州道17号線

### 隣接する郡
- サムター郡 - 北
- マレンゴ郡 - 北東
- クラーク郡 - 南東
- ワシントン郡 - 南
- ウェイン郡 - 南西
- クラーク郡 (ミシシッピ州) - 西
- ローダーデール郡 (ミシシッピ州) - 北西

### 国立保護地域
- チョクトー国立野生生物保護区

## 人口動態
以下は2000年の国勢調査による人口統計データである。
| 基礎データ - 人口: 15,922人 - 世帯数: 6,363 世帯 - 家族数: 4,574 家族 - 人口密度: 7人/km2（17人/mi2） - 住居数: 7,839軒 - 住居密度: 3軒/km2（9軒/mi2） 人種別人口構成 - 白人: 55.14% - アフリカン・アメリカン: 44.13% - ネイティブ・アメリカン: 0.16% - アジア人: 0.04% - その他の人種: 0.11% - 混血: 0.42% - ヒスパニック・ラテン系: 0.67% | 年齢別人口構成 - 18歳未満: 26.1% - 18-24歳: 7.9% - 25-44歳: 26.2% - 45-64歳: 25.2% - 65歳以上: 14.6% - 年齢の中央値: 38歳 - 性比（女性100人あたり男性の人口） - 総人口: 88.8 - 18歳以上: 85.4 世帯と家族（対世帯数） - 18歳未満の子供がいる: 32.5% - 結婚・同居している夫婦: 52.0% - 未婚・離婚・死別女性が世帯主: 16.0% - 非家族世帯: 28.1% - 単身世帯: 26.5% - 65歳以上の老人1人暮らし: 11.6% - 平均構成人数 - 世帯: 2.48人 - 家族: 2.99人 | 収入と家計 - 収入の中央値 - 世帯: 24,749米ドル - 家族: 31,870米ドル - 性別 - 男性: 32,316米ドル - 女性: 18,760米ドル - 人口1人あたり収入: 14,635米ドル - 貧困線以下 - 対人口: 24.5% - 対家族数: 20.7% - 18歳未満: 34.8% - 65歳以上: 26.1% |

## 都市と町

### 町
- バトラー - 郡庁所在地
- ギルバータウン
- リスマン
- ニーダム
- ペニントン
- サイラス
- トクシー

### 未編入の町
- ブラドンスプリングス
- ジェイチン
- メルビン
- マウントスターリング
- プシュマタハ
- ヤントリー